# آرامگاه تورانشاه
آرامگاه تورانشاه ،  مربوط جلال‌الدین تورانشاه  که در سده ۸ و ۹ هجری قمری ساخته شده است. 
این اثر در تاریخ ۲۴ اسفندماه ۱۳۸۴ با شمارهٔ ثبت ۱۵۲۸۶ به‌عنوان یکی از آثار ملی ایران به ثبت رسیده‌است.

## معماری

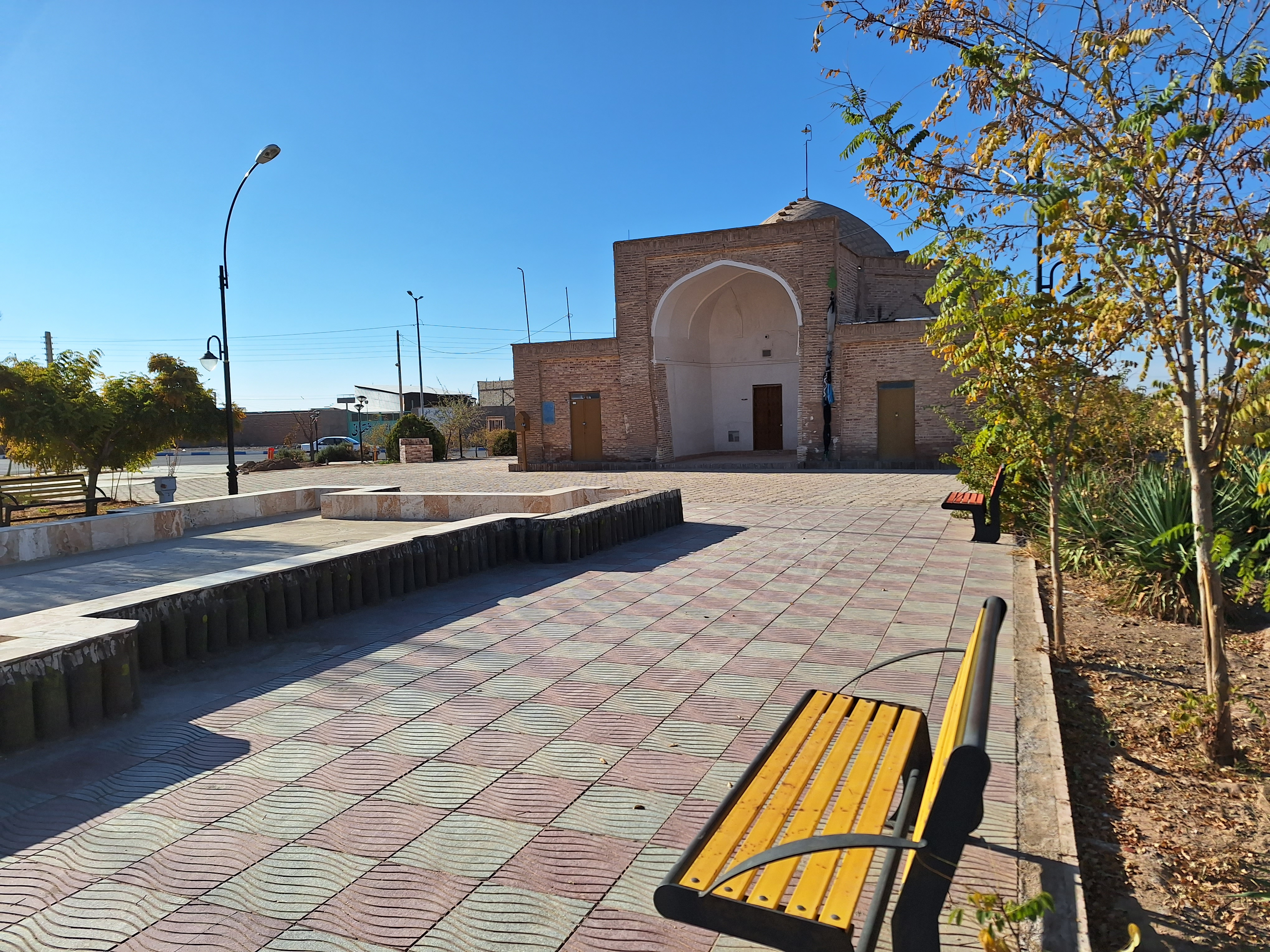
آرامگاه تورانشاه نمای پارک گل های سرایان

ورودی آرامگاه شامل یک طاق بوده و پس از سر در ورودی، فضای داخلی آرامگاه یا گنبدخانه دیده می‌شود و گنبد مذکور به شیوه عرقچین با کمک فیلپوش‌های کوچکی که فضای هشت ضلعی را به دایره نزدیک کرده‌اند بنا شده‌است.
ورودی دارای طاقی است جناغی با عرض ۳ متر، پس از سردر ورودی بلافاصله فضای داخلی آرامگاه یا گنبدخانه قرار دارد. این فضا نیز دارای نقشه هشت ضلعی بوده و هر ضلع آن دارای طاقی است. طاقها دارای قوس جناغی بوده و در انتهای سه عدد از آنها طاقنماهایی واقع شده‌است. ابعاد فضای گنبدخانه ۷ در ۷ متر است. نمای خارجی بنا دارای طاقهای تزئینی است که با آجر کار شده‌اند.
دوره تاریخی این بنا براساس مدارک موجود به احتمال فراوان به دوره تیموری تعلق دارند. وجود چندین قطعه سنگ قبر که به قبرهای اطراف تعلق داشته‌اند و به دوره تیموری تعلق دارند ونیز سنگ لوحی بر بالای درگاه ورودی بنا که دارای این متن است: تمت هذه العماره المیمونه الشریفه سلطان الاولیا نظام الحق و الدین تورانشاه علیه الرحمه و الرضوان فی شهر ذوالقعده سنه ثمان و خمسین و ثمانماه هرچند آخرین کلمه این متن به‌طور کامل قابل خواندن نیست اما به احتمال زیاد ثمانماه می‌باشد.